# La ley del corazón
La ley del corazón – kolumbijska telenowela z 2016 roku. Wyprodukowana przez wytwórnię RCN Televisión.

## Obsada
| Aktor                | Rola                   |
| -------------------- | ---------------------- |
| Luciano D’Alessandro | Pablo Domínguez        |
| Laura Londoño        | Julia Escallón         |
| Sebastián Martínez   | Camilo Borrero         |
| Iván López           | Nicolás Ortega         |
| Mabel Moreno         | María del Pilar Garcés |
| Lina Tejeiro         | Catalina Mejía         |
| Rodrigo Candamil     | Alfredo Duperly        |
| Manuel Sarmiento     | Iván Estéfan           |
| Mario Ruíz           | Elías Rodríguez        |
| Yesenia Valencia     | Rosa Ferro             |
| Carlos Benjumea      | Hernando Cabal         |
| Judy Henríquez       | Carmen                 |
| Juan Pablo Barragán  | Marcos Tibatá          |